# Boeing XB-15
Boeing XB-15 (Boeing 294) je bil ameriški prototipni težki bombnik, ki so ga zasnovali v ZDA v 1930ih. Prvič je poletel 15. oktobra 1937, svoj čas je bil eno izmed največjih ameriških letal, kar se tiče volumna in mase. Zgradili so samo prototip.
XB-15 so zgradili na podlagi zahteve Ameriških letalskih sil (USAAC) za bombnik, ki bi imel doseg 8000 kilometrov z 1000 kilogramskih bojnim tovorov.

## Specifikacije (XB-15)
Podatki iz Boeing Aircraft since 1916; Bowers 1989, p. 230
Splošne karakteristike
- Posadka: 10
- Dolžina: 87 ft 7 in (26,70 m)
- Razpon kril: 149 ft (45,43 m)
- Višina: 18 ft 1 in (5,51 m)
- Površina kril: 2780 ft² (258,4 m²)
- Teža praznega letala: 37709 lb (17141 kg)
- Maks. vzletna teža: 70706 lb (32139 kg)
- Pogon letala: 4 ×  zvezdasti motor 14-Valjni Pratt & Whitney R-1830 Twin Wasp, 850 KM (634 kW)  vsak

 Zmogljivost 
- Maks. hitrost: 197 mph (170 vozlov, 317 km/h) na višini 5000 ft (1500 m)
- Potovalna hitrost: 152 mph (132 vozlov, 245 km/h) na višini 6000 ft (1800 m)
- Doseg: 5130 milj (4460 nmi, 8259 km)
- Bojni radij: 3400 milj[2] (2957 nmi, 5474 km)
- Višina leta: 18900 ft (5760 m)

Oborožitev

- Strelno orožje: 

  - 3 × .30 in (7,62 mm) M1919 Browning strojnice
  - 3 × .50 in (12,7 mm) M2 Browning strojnice
- Bombe: Do 5400 kg